# TT409

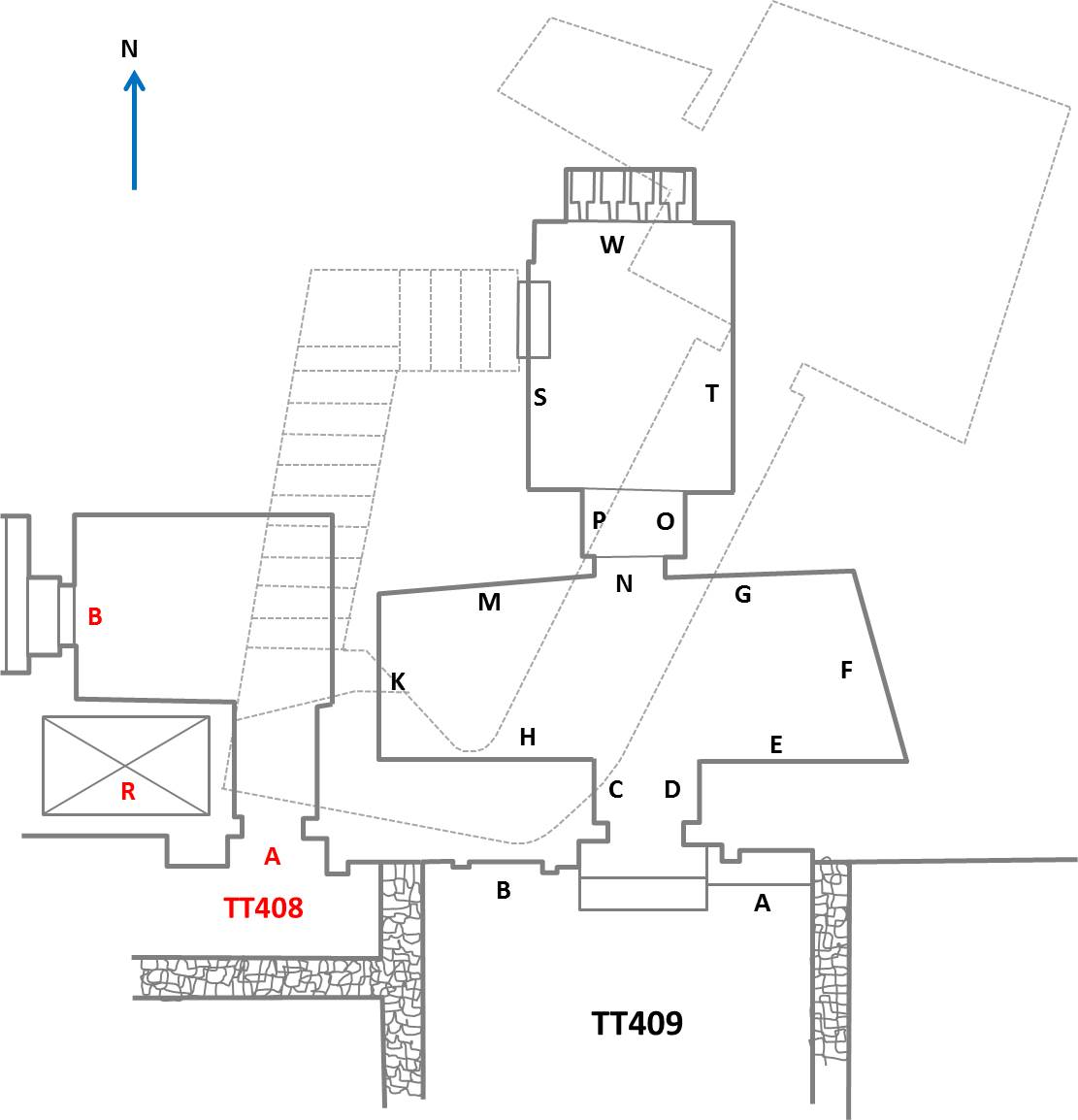
Planimetria delle tombe TT408 e TT409 a seguito delle ulteriori scoperte avvenute dopo l'ultima edizione di Porter e Moss

TT409 (Theban Tomb 409) è la sigla che identifica una delle Tombe dei Nobili ubicate nell'area della cosiddetta Necropoli Tebana, sulla sponda occidentale del Nilo dinanzi alla città di Luxor, in Egitto. Destinata a sepolture di nobili e funzionari connessi alle case regnanti, specie del Nuovo Regno, l'area venne sfruttata, come necropoli, fin dall'Antico Regno e, successivamente, sino al periodo Saitico (con la XXVI dinastia) e Tolemaico.

## Titolare
TT409 era la tomba di:
| Titolare                | Titolo                                            | Necropoli  | Dinastia/Periodo | Note |
| ----------------------- | ------------------------------------------------- | ---------- | ---------------- | --- |
| Samut, detto anche Kyky | Scriba, Contabile del bestiame nei domini di Amon | El-Assasif | XIX dinastia     | a ovest della TT28, accesso dal medesimo cortile, adiacente alla TT408. Ultima delle sepolture riportata nel testo di Bertha Porter e Rosalind Moss |

## Biografia
Unici dati biografici rilevabili il nome delle mogli, Raiay, indicata come Signora della casa, Cantatrice di Amon e Mut, e Ta-semenet, a sua volta Cantatrice di Mut. Nella tomba vengono altresì menzionate due coppie: Sary e Taurethotepty, e Meryra e Tutuja (di questi ultimi esistono due statue nella sala più interna) (17 rosso nella planimetria di Porter e Moss); di entrambe le coppie, tuttavia, benché di certo importanti data l'enfasi della rappresentazione, non vengono indicati i legami.
Per quanto attiene al nome del titolare, Samut, detto Kyky, si appurò che Sa-Mut, ovvero "figlio di Mut", era il suo nome effettivo e che Kyky era un soprannome che egli stesso si era assegnato. Assommava in sé, tra gli altri, i titoli di: Scriba e, in alcuni passaggi, Grande Scriba reale; Capo contabile del bestiame del dominio di Amon; Capo contabile di tutti gli dei di Waset; Capo contabile del bestiame di Khonsu; Capo contabile del bestiame di Montu; Capo contabile del bestiame di Maat; Capo contabile del bestiame di tutti gli dei delle Due Terre; Capo contabile del bestiame del tempio di Osiride, Khonsu e Mut.

## La tomba
TT409 si apre a ovest della TT29 ed è adiacente alla TT408. La planimetria riportata in Porter e Moss, ed. 1970, la vede costituita da una facciata decorata in un piccolo cortile circondato da mattoni di fango da cui, attraverso un breve corridoio, si accede a una sala trasversale cui segue una sala perpendicolare alla prima con la forma a "T" rovesciata tipica delle sepolture del periodo. Quasi a metà del lato ovest della sala più interna si apre il corridoio di accesso all'appartamento sotterraneo che originariamente si pensò appartenesse alla TT408. La tomba venne fortuitamente scoperta nel gennaio 1959 da 
Muhammad Abdul-Qader; la sua assegnazione alla XIX dinastia viene confermata, oltre che dallo stile delle scene parietali e dello sviluppo cronologico dei fatti narrati nelle medesime, anche dalla presenza di due cartigli di Ramses II. Nonostante la buona qualità delle pitture parietali superstiti (considerando le infiorescenze di salnitro che le ricoprivano), queste tuttavia appaiono realizzate frettolosamente e il ciclo pittorico non è ultimato. Per quanto riguarda le decorazioni , l'ingresso presenta l'architrave con rilievi della dea Maat, che riceve il saluto del defunto e della moglie, e gli stipiti, con testi dedicatori. Nel cortile si trovavano due stele (1-2 rosso in planimetria). Il corridoio di accesso reca sui lati (3 rosso) rilievi di ottima fattura che rappresentano il defunto in atto di abbandonare la tomba (a sinistra) e nell'atto di adorare Ra-Horakhti, e di entrarvi (a destra), ma in questo caso l'atto di adorazione è rivolto a Osiride; le decorazioni geometriche dei soffitti del corridoio e della prima sala, attraversati da geroglifici di testi dedicatori, sono molto ben conservati e di particolare bellezza. Sulle pareti della sala trasversale: in tre registri sovrapposti (4-5-6 rosso) il defunto in adorazione di Mut con un lungo testo dedicatorio. La qualità del dipinto è particolarmente buona, i colori sono ancora vividi e il disegno molto raffinato; seguono scene di lavoro agricolo, un prete, seguito da uomo e una donna, in offertorio al defunto e alla moglie; scene di offerte funebri e un prete con una candela con la scena, che prosegue poco oltre (7 rosso), in cui il defunto offre quattro vitelli ad Amon-Ra e due scene in cui Ramses II adora a sua volta il dio Amon-Ra. Proseguono due scene con il defunto inginocchiato dinanzi a Ptah-Seker-Osiride e il defunto e la moglie in adorazione di Osiride e Iside. Su altra parete (8 rosso) su due registri brani del Libro delle Porte con il defunto e la moglie dinanzi alle porte e il defunto che ispeziona il bestiame; sul lato corto a est (9 rosso), su due registri, resti di scena del banchetto funebre e scene della processione funeraria, che continua su altra parete (10 rosso) con il mostro Ammit e scena di giudizio e il defunto e la moglie presentati a Osiride. In alto un fregio con il defunto e la moglie, intervallati da Anubi, come sciacallo. e da teste della dea Hathor. Nella sala più interna, il defunto seduto e lo stesso che offre mazzi di fiori a Osiride (11 rosso); in una scena, non finita (12 rosso), l'innalzamento del pilastro Djed; poco oltre la mummia su un traino con sei preti (due dei quali indossano maschere di Anubi e di falco) e sei prefiche. Su altra parete scene non finite (14 rosso) di offertorio a Ra-Horakhti e il defunto, con tre donne, presentato da Horus a Osiride. Sul fondo della sala quattro statue (17 rosso) rappresentanti, da destra, una moglie, il defunto, e la coppia costituita da Meryra e Tutuja di cui non è noto, nonostante l'enfasi della rappresentazione, il legame con il defunto e/o con la moglie rappresentata (di cui non è rilevabile il nome). Ai lati delle quattro statue (15-16) due pilastri Djed.

### Annotazioni
1. ↑  La numerazione dei locali e delle pareti segue quella di Porter e Moss 1927, p. 462.
2. ↑  La prima numerazione delle tombe, dalla numero 1 alla 252, risale al 1913 con l'edizione del "Topographical Catalogue of the Private Tombs of Thebes" di Alan Gardiner e Arthur Weigall. Le tombe erano numerate in ordine di scoperta e non geografico; ugualmente in ordine cronologico di scoperta sono le tombe dalla 253 in poi.
3. ↑  I campi della Duat, ovvero l'aldilà egizio, si trovavano, secondo le credenze, proprio sulla riva occidentale del grande fiume.
4. ↑  Nella sua epoca di utilizzo, l'area era nota come "Quella di fronte al suo Signore" (con riferimento alla riva orientale, dove si trovavano le strutture dei Palazzi di residenza dei re e i templi dei principali dei) o, più semplicemente, "Occidente di Tebe".
5. ↑  le Tombe dei Nobili, benché raggruppate in un'unica area, sono di fatto distribuite su più necropoli distinte.
6. ↑  Le note, sovente di inquadramento topografico della tomba, sono tratte, fino alla TT252, dal "Topographical Catalogue" di Gardiner e Weigall, ed. 1913 e fanno perciò riferimento alla situazione dell'epoca.
7. ↑  Muhammad Abdul-Qader lavorava allo scavo della TT192; individuò, a circa 200 m, un avvallamento molto profondo del terreno in cui scaricare i detriti di estrazione, ma prima di procedere ispezionò l'avvallamento accedendo alla TT408 di Bakenamon e, da questa, alla TT409 che apparve subito in condizioni molto mediocri anche a causa del salnitro che si era accumulato nei millenni sulle pareti.
8. ↑  Non insolito, nel Periodo ramesside, che una scena iniziasse su una parete, per poi proseguire sulla parete adiacente; si aggiunga a tale particolare una precisa scelta artistico-religiosa del periodo che vede lo svilupparsi di uno stile "verticale" secondo cui le scene terrene, come ad esempio quelle delle cerimonie funebri, sono riportate nei registri inferiori, mentre quelle di contatto con le divinità nei registri superiori.
9. ↑  Se non diversamente indicato, per le scene parietali si fa qui riferimento alla numerazione riportata in rosso nella planimetria di Porter e Moss.
10. ↑  Le stele sono state rimosse per maggior protezione: a sinistra (2,19 m d'altezza x 1,20 di larghezza) la coppia in adorazione di Ra-Horakhti e Maat con un lungo testo dedicato ad Amon-Ra molto danneggiato; a destra (2,16 m di altezza x 1,30 di larghezza) il defunto e la moglie Raiay in adorazione di Osiride e Iside. Anche in questo caso il lungo testo è molto danneggiato ma si intuisce che sia ugualmente dedicato ad Amon-Ra-Horakhti.
11. ↑  Lungo 1,95 m e alto 2,65 circa.
12. ↑  Anche tale rappresentazione è tipica del periodo ramesside.
13. ↑  Il lungo testo dedicato a Mut si apre con una presentazione del defunto: C'era un uomo dell'Eliopoli del sud, un vero scriba a Tebe, Samut era nome datogli da sua madre, ma era chiamato Kyky, giustificato. Ora il suo dio gli diede istruzioni per la sua saggezza sul sentiero della vita per proteggere il suo corpo; il dio lo conosceva da bambino e gli fu assegnata abbondanza e prosperità, poi lui meditò profondamente per trovarsi un protettore e scelse Mut prima davanti agli altri dei; Shay e Rennenet (interpretati come "destino" e "fortuna") sono nelle sue mani, come lo sono la durata e il respiro della vita....
14. ↑  La dea è seduta sotto un padiglione riccamente decorato, con tetto costituito da un fregio di cobra con dischi solari. Tale tetto è sostenuto da raffinate colonne costituite da fasci di papiri a cui sono attaccati dei nastri rossi; le ombrelle di papiro sono a loro volta sormontate da una rappresentazione della dea Hathor, mentre una ghirlanda di fiori è tesa tra le colonne. Mut è assisa su una sorta di piccolo trono e indossa un abito blu-verde; indossa braccialetti ai polsi e alle braccia e il collo è ricoperto da un'ampia collana. Sul capo indossa un copricapo a forma di avvoltoio sormontato dalla doppia Corona reale.

### Fonti
1. 1 2  (EN) La tomba TT409 con planimetria che comprende anche la TT408:, su osirisnet.net. URL consultato il 15.01.2019.
2. ↑  Gardiner e Weigall 1913.
3. ↑  Donadoni 1999,  p. 115.
4. 1 2 3  Porter e Moss 1927, p. 462.
5. ↑  Porter e Moss 1927,  revisione del 1970, p. 462.
6. ↑  Porter e Moss 1927, , revisione 1970, unica riportata a p. 462.
7. 1 2 3  Abdul-Qader 1966b.
8. ↑  Porter e Moss 1927, pp. 461-462.
9. 1 2  (EN) La tomba TT409:, su osirisnet.net. URL consultato il 15.01.2019.